# Owen Biddle
Owen Biddle (* 1737 in Philadelphia; † 10. März 1799 ebendort) war ein US-amerikanischer Astronom, Uhrmacher und Geschäftsmann in Philadelphia.
Owen Biddle gehörte einer einflussreichen Familie von Quäkern aus der Province of New Jersey an und war in Philadelphia als Uhrmacher, später als Kaufmann tätig. Gemeinsam mit seinem Bruder Clement gehörte er am 25. Oktober 1765 zu den Unterzeichnern einer non-importation resolution, einer Form von Handelssanktionen gegen das britische Mutterland als Reaktion auf den Stamp Act von 1765. 1775 war er Mitglied der Provincial Conference und später der verfassungsgebenden Versammlung von Pennsylvania. Er war Mitglied des Committee of Safety und als deren gelegentlicher Vorsitzender zeitweise de facto Gouverneur von Pennsylvania. Während des Amerikanischen Unabhängigkeitskrieges war er im Rang eines Colonel vor allem mit der Organisation von Nachschub betraut.
Biddle war früh Mitglied der American Philosophical Society (APS), deren Kurator von 1769 bis 1772 und Sekretär von 1773 bis 1782 er war. 1769 war Biddle führendes Mitglied einer 13-köpfigen Delegation der APS nach Cape Henlopen (nahe Lewes, Delaware), die dort den Venustransit vom 3. Juni beobachtete. Bis zu seinem Tode blieb er Mitglied des Rats (Council) der APS. 1782 wurde er in die American Academy of Arts and Sciences gewählt.